# 江東官邸
座標: 北緯39度12分05秒 東経126度01分14秒 / 北緯39.201381度 東経126.020683度
江東官邸（カンドンかんてい、강동 관저）は、平壌直轄市江東郡に所在する朝鮮民主主義人民共和国官邸。北朝鮮の最高指導者金正恩の夏の別荘で第2の邸宅。別名、32号招待所（32ごうしょうたいじょ）。

## 立地
この邸宅は、平壌郊外の江東郡にあり、金日成広場の北東約30キロメートルに位置している 。わずか1キロメートル北を大同江が流れている。建物群の敷地全体の規模はおよそ4平方キロメートルである。金正日のボディーガードだった李英国によれば、平壌郊外には少なくとも8つの北朝鮮指導者の邸宅がある。

## 解説
この建物群は1980年代に建設され、1990年代に金正日の命令で拡張された。金正日、夫人高容姫、妹金敬姫、義弟張成沢のための建物が入っていた。この地域は、主として夏の住居として休暇を過ごすため、あるいは、親しい閣僚などとの会合のために使用される。この地所には、多くの池の周りに手の込んだ庭園があり、ゲストハウスや宴会場も多数ある。敷地全体が最高レベルの警戒区域となっており、2条の装甲フェンスに囲まれ、警備員詰所や検問所も付設されている。金正日の料理人であった藤本健二は敷地内のゲストハウスで働きながら生活し、1989年には撮影した写真を公開した。その後の衛星画像の解析から、2006年には新しい建物や鉄道駅が建設され、この地域が大きく変化したことがわかる。ある脱北者は、邸宅や檀君陵からそう遠くない香木里（ヒャンモクリ）で金正恩の生家が建設されていると報告しているが、彼の実際の出生地は平安北道昌城郡である。

## 施設
- センター棟、将軍棟（1号棟）ほか[15][注釈 1]
- 家具付き娯楽施設（ボウリング、射撃、ローラースケート）[8][15][注釈 2]
- 厩舎と競馬場[4]
- サッカー場[16]
- 南4キロメートルに江東飛行場（英語版）[10]